# Czertkowo (obwód rostowski)
Czertkowo (ros. Чертково) – osiedle w Rosji, w obwodzie rostowskim, ośrodek administracyjny rejonu czertkowskiego. W 2010 liczyło 10 814 mieszkańców.